# Bålsta
Bålsta er et byområde og hovedby i Håbo kommun i Uppsala län i Sverige. Bålsta ligger langs med motorvejen E18 og Mälarbanan, nær Mälaren cirka 50 kilometer syd for Uppsala og 50 kilometer nordvest for Stockholm. Länsväg C 545 (den gamle E18) gennemkrydser byen. Den sydlige og folkerigeste del af Bålsta ligger indenfor Kalmar distrikt (Kalmar socken) og resten i Yttergrans distrikt (Yttergrans socken).

## Historie
Bålsta var oprindeligt en by i Yttergrans socken. Byen omtales første gang i 1316 (in Bardestum). Forleddet er formentlig det gammelsvenske drengenavn Bardhe, mens efterleddet er -sta(d). Endelsen -um kommer af at navnet har en alderdommelig kasusbøjning og står i dativ.
I løbet af 1800-tallet blev Bålsta noget af en hovedby, med blandt andet gæstgivergård og i årene 1858 til 1903 tingsted for Håbo härad. I 1876 åbnede Stockholm-Västerås-Bergslagens Järnväg sin strækning gennem Bålsta, som da blev en stationsbebyggelse. De efterfølgende årtier gik udviklingen ganske langsomt. I 1920'erne voksede butikker og andre virksomheder op i nærheden af stationen. I 1931 havde Bålsta endnu kun 346 indbyggere. Byen begyndte nu at udvikle sig til en villabebyggelse og i 1950'erne tilkom de første større flerfamiliehuse. I 1960 var indbyggertallet steget til 1.406. Fra midten af 1960'erne og frem til 1980'erne voksede byen kraftigt. Industrien blev udbygget, men frem for alt var det muligheden for pendling til Stockholmsområdet som dannede basis for ekspansionen.

## Bebyggelsen
I Bålsta findes et mindre indkøbscenter, Bålsta Centrum, med omkring 30 butikker. På trods af relativt få indbyggere har byen svømmehal, tennishal, skøjtebane, biograf, bowlinghal og atletikarena. Atletikarenaen er for nyligt blevet renoveret, og svømmehallen har et nyt rehabiliteringsbassin bygget i 2006.
I 2002 indviede skuespilleren og filminstruktøren Lasse Åberg et museum i Bålsta, Åbergs museum. Det ligger på en gammel gård i nærheden af Väppeby gård.
Håbo bibliotek i Bålsta var i 2006 et ud af tre nominerede til Årets bibliotek.
Af Håbo kommunes 19.817 indbyggere bor godt 14.000 i Bålsta; de fleste er flyttet dertil efter 1970. En stor del af Bålstas arbejdstagere er pendlere, hovedsagelig til Stockholm og Uppsala, men også til Arlanda.
For fremtiden planlægger kommunen et mere urbant miljø i centrum. Under sloganet "Bålsta centrum - från tätort till stad" blev der den 26. november 2012 fastlagt et detaljeplanprogram med op til 5.000 nye indbyggere i det centrale Bålsta.

## Forbindelser
Bålsta ligger ved Europavej E18.
I 1996 indviedes den nye jernbanestation i Bålsta, beliggende i nærheden af byens centrum. Det indebar også at Bålsta igen fik persontrafik på jernbane, noget som man havde savnet siden 1972, hvor trafikken blev indstillet ved den gamle station, som var beliggende i den ældre del af Bålsta cirka 1,5 kilometer længere vestpå.
Bålsta har siden 2000 været nordlig endestation for pendlertogslinjerne fra Västerhaninge og Nynäshamn. Der er cirka 2.800 påstigere og omkring lige så mange afstigere på hverdage på stationen. På stationen standser også SJ's regionaltog på strækningen Göteborg-Hallsberg-Västerås-Stockholm.

## Stridsledningscentralen Grizzly
Lige udenfor bygrænsen til Bålsta ligger den ene af forsvarets to stridslednings- og luftbevakningscentraler, Stridsledningscentralen Grizzly. Anlægget er et detachement og organiseres under Luftstridsskolan (LSS). Centralen begyndte at opføres i 1961 og blev i 1964 operativ under navnet LFC Puman, og siden 2001 som StriC Grizzly. Siden 2009 har Stridslednings- och luftbevakningsbataljonen ved Luftstridsskolan (LSS) haft ansvaret for stridsledning og luftovervågning.